# Salvador de Ribera y Dávalos
Fray Salvador de Ribera y Dávalos, OP (Lima, 1545 - Quito, 24 de marzo de 1612) fue un religioso criollo. Obispo de Quito de 1605 a 1612.

## Biografía
Hijo del conquistador y primer alcalde de Lima Nicolás de Ribera El Viejo y de Elvira Dávalos. Hermano de Juan Dávalos de Ribera (poeta celebrado por Cervantes) y de José de Ribera y Dávalos (alcalde de Lima en ocho oportunidades).
A los diecisiete años de edad ingresó como novicio al Convento Grande de Santo Domingo de Lima, profesando en 1567. Al demostrar talento, fue llevado a España en 1570 para que perfeccionara sus estudios. Estudió en la Universidad de Salamanca, y graduado de lector, enseñó artes en el convento dominico de San Pablo de Sevilla.
De regreso a Lima, se título de maestro en 1581. Enseñó Teología y Casos de Conciencia en el colegio de su orden. Al mismo tiempo, tuvo a su cargo la cátedra de Vísperas en la Universidad de San Marcos. Además, fue nombrado examinador sinodal y calificador del Tribunal del Santo Oficio.
También fue prior de su convento, siendo elevado en 1584 a provincial. Pero a los tres meses de su elección, se suscitó un litigio de jurisdicción, cuando se negó a entregar a la justicia civil a un reo que se había refugiado en la iglesia de Santo Domingo. Este asunto originó un gran escándalo, por lo que fue llamado a España y en su reemplazo fue nombrado otro provincial. Pero, ya de vuelta al Perú, volvió a obtener dicho cargo en 1594. Se mostró severo en los asuntos de moral, aplicando drásticas medidas disciplinarias contra los transgresores. Visitó su provincia; al llegar a Chincha en 1596, efectuó una congregación general de la orden, pero tan severas debieron ser sus resoluciones, que el mismo general de la orden las desaprobó. De otro lado, llevó a cabo obras de construcción en la iglesia y convento dominico de Lima. Otro ejemplo de su severidad concerniente a la moral fue cuando logró que la autoridad virreinal expulsara del país a una mujer casada, por haber mantenido relaciones escandalosas con el inquisidor Antonio Gutiérrez de Ulloa.
En 1598 volvió a ser elegido prior del Convento Grande de Santo Domingo. Luego viajó a España, llevando la recomendación del virrey para que se le otorgara un obispado. Allí, la autoridad real lo propuso para que ocupara el vacante obispado de Tucumán, pero el papa Paulo V lo preconizó para obispo de Quito, por bula de 17 de agosto de 1605.
Recibidas las ejecutoriales, emprendió viaje a América a mediados de 1606. En Panamá permaneció varios meses debido a una grave enfermedad que le aquejó. Recuperado, continuó su viaje por mar y desembarcó en Manta, hasta que finalmente tomó posesión de la sede episcopal quiteña, el 17 de marzo de 1607.
Al igual que en el Perú, en Quito causó mucho revuelo por su severidad en la defensa de la moral. El caso más impactante ocurrió durante la elección de fray Reginaldo Gamero como prior de Santo Domingo, a quien Ribera tachó por la simple sospecha de que había tenido una relación deshonesta con una monja de Santa Catalina. Este asunto produjo la división de los dominicanos e incluso la intervención de la autoridad real, luego que Ribera excomulgara a Gamero.
Estando en plena rencilla con los dominicos y con la autoridad civil, Ribera falleció el 24 de marzo de 1612, víctima de una pulmonía fulminante. Se dice que enfermó luego de beber agua de nieve; ello dio motivo a que se dijera que en realidad había sido envenenado. Fue sepultado en la bóveda de la Catedral de Quito.

## Obra escrita
- Sobre la conveniencia de perpetuar las encomiendas en el Perú, memorial elevado al rey de España.[1]